# Port Antonio
Port Antonio er en by i det østlige Jamaica, med et indbyggertal (pr. 2001) på cirka 15.000. Byen ligger på kysten til det Caribiske hav og er en af øens vigtigste havnebyer.